# كاترينا ألبرت
كاترينا ألبرت (بالكتالونية: Caterina Albert i Paradís)‏ هي كاتِبة إسبانية، ولدت في 11 سبتمبر 1869 في لا إسكالا في إسبانيا، وتوفي بنفس المكان في 27 يناير 1966.

## وصلات خارجية
- كاترينا ألبرت على موقع IMDb (الإنجليزية)